# Сально (Ґрудзьондзький повіт)
Сально (пол. Salno, нім. Sallno) — село в Польщі, у гміні Ґрута Ґрудзьондзького повіту Куявсько-Поморського воєводства.
У 1975-1998 роках село належало до Торунського воєводства.